# Flora Indica: Being a Systematic Account of the Plants of British India
Flora Indica: Being a Systematic Account of the Plants of British India (abreviado Fl. Ind. (Hooker f. & Thomson)) es un libro con ilustraciones y descripciones botánicas que fue escrito conjuntamente por Joseph Dalton Hooker & Thomas Thomson. Fue publicado en el año 1855.